# Acidaliastis systena
Acidaliastis systena là một loài bướm đêm trong họ Geometridae.